# Kishen Bholasing
Kishen Bholasing, né le 3 août 1984 à Diitabiki (Suriname) et mort le 12 avril 2020 à Amsterdam, est un chanteur et percussionniste surinamais et néerlandais. 

## Biographie
Kishen Bholasing est considéré comme l'un des meilleurs interprètes du Baithak Gana (en) de son époque. Bholasing est le chanteur principal d'un groupe nommé Kishen & Friends et joue également du Dholak. Il s'est donné en concert aux Pays-Bas et au Suriname, durant des événements majeurs comme lors de la fête du Holi à Rotterdam, ou bien au cours de manifestations sportives organisées par la Fédération de catch du Suriname.  
Plusieurs membres de la famille de Kishen Bholasing sont également reconnus pour jouer du Baithak Gana, notamment son père, Angad Bholasing, sa mère, Rosie Bholasing-Jiboth, ainsi que sa tante, Motimala Bholasing. 
Il a une femme et deux enfants. 

## Mort
Fin mars 2020, durant la pandémie de la maladie COVID-19, la presse annonce que Kishen Bholasing a contracté le virus associé. Le 12 avril, il meurt au Centre Médical universitaire d'Amsterdam aux Pays-Bas en raison des conséquences de la maladie, à l'âge de 35 ans.    